# Taggig vintermätare
Taggig vintermätare (Apocheima hispidaria) är en fjärilsart som beskrevs av Ignaz Schiffermüller 1775. Taggig vintermätare ingår i släktet Apocheima och familjen mätare. Arten är reproducerande i Sverige. Inga underarter finns listade i Catalogue of Life.

## Bildgalleri

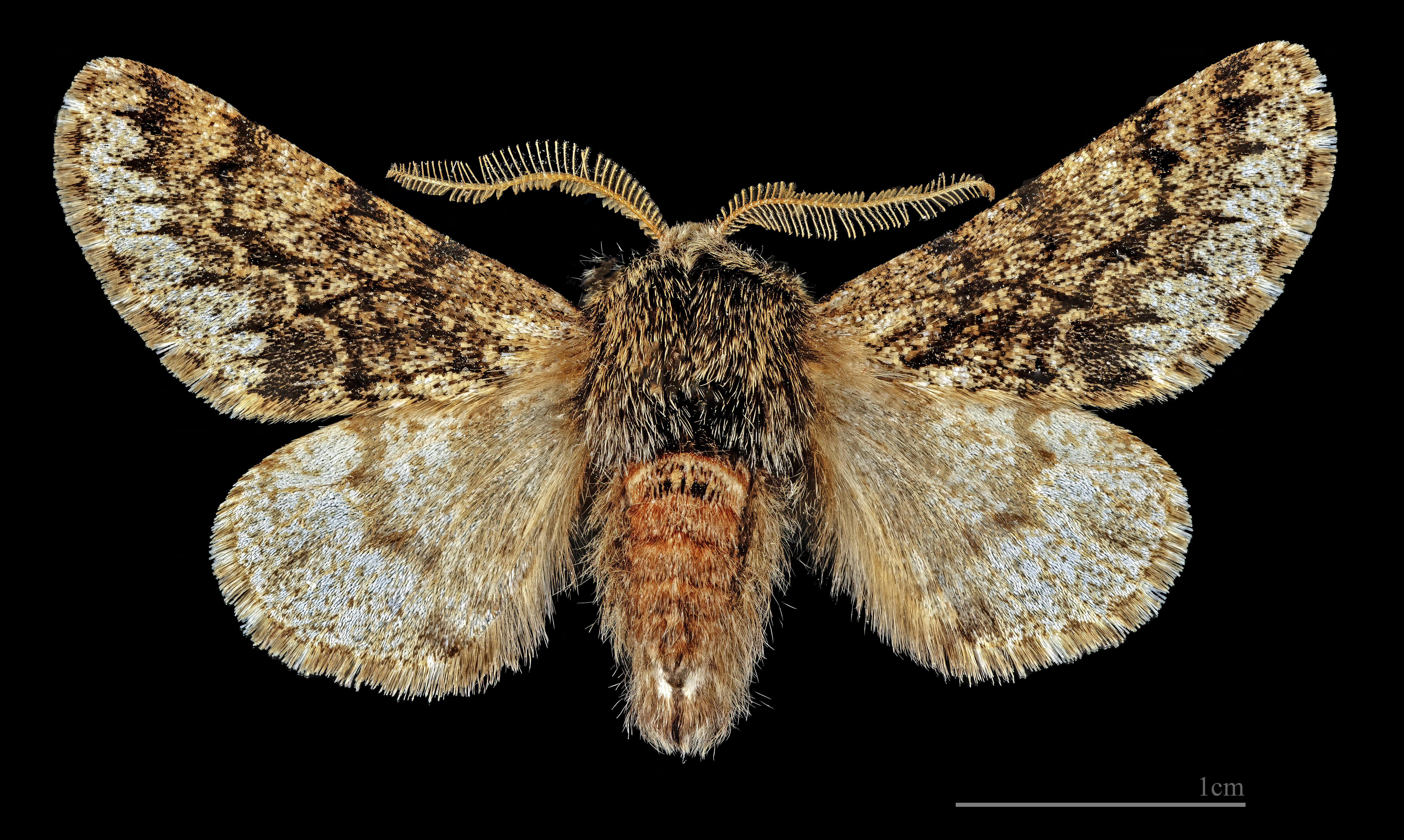
♂
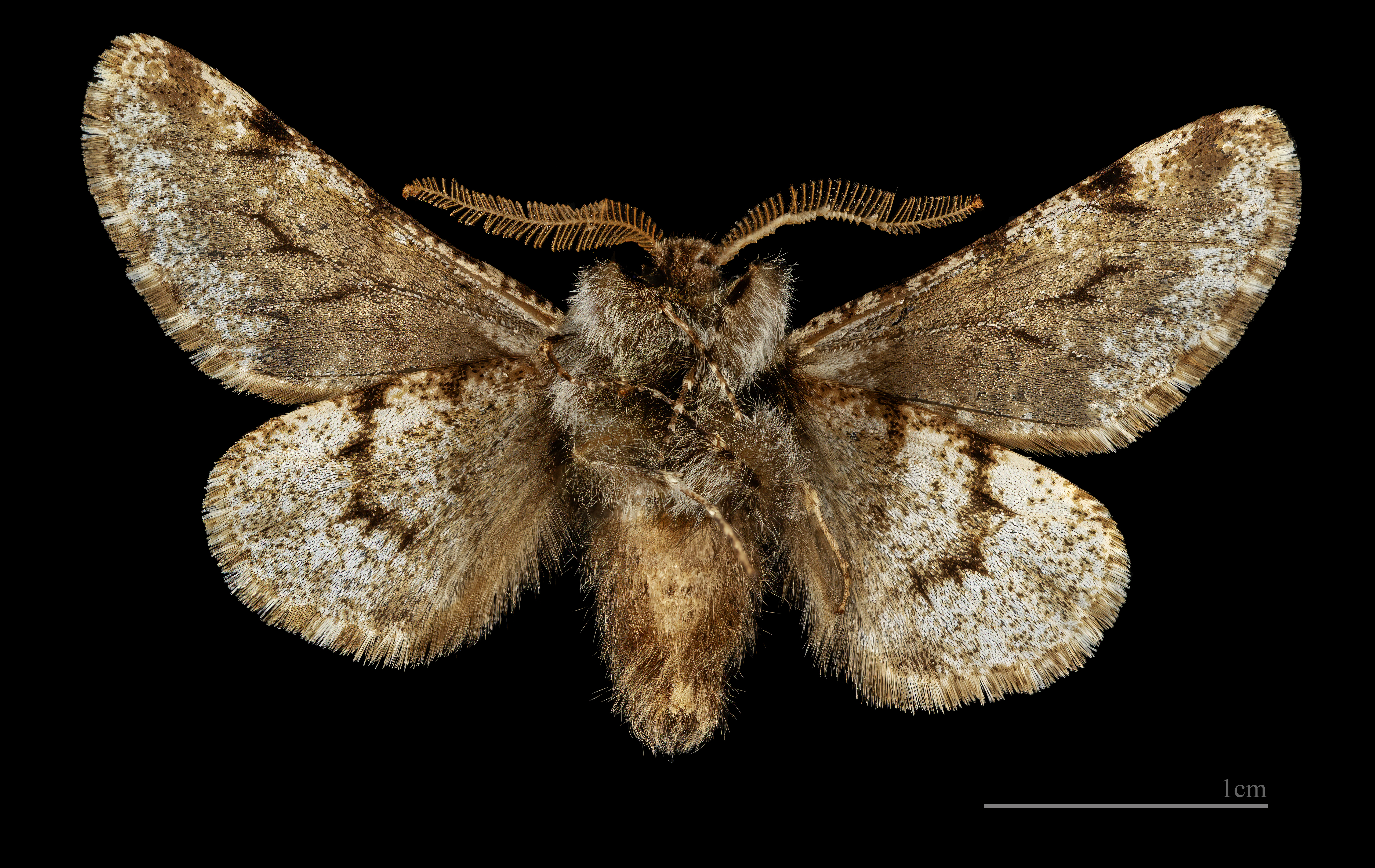
♂ △
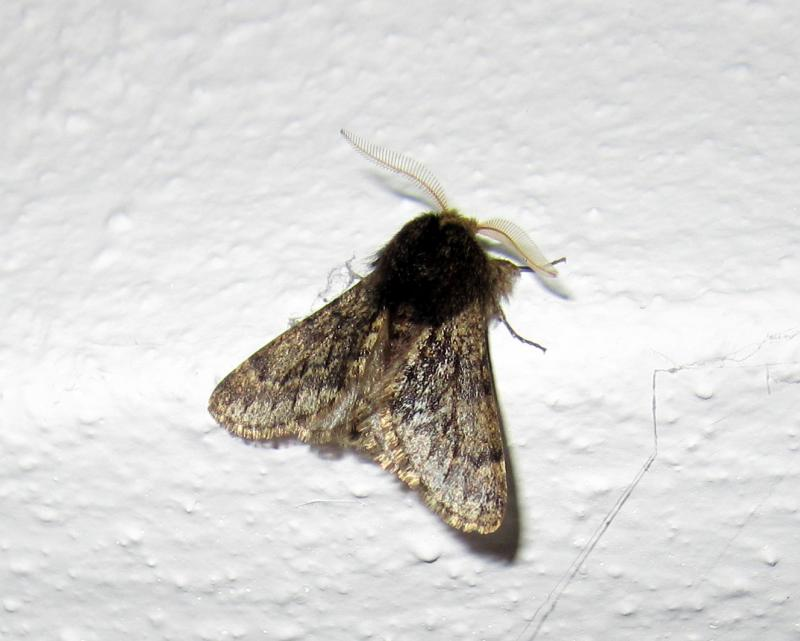
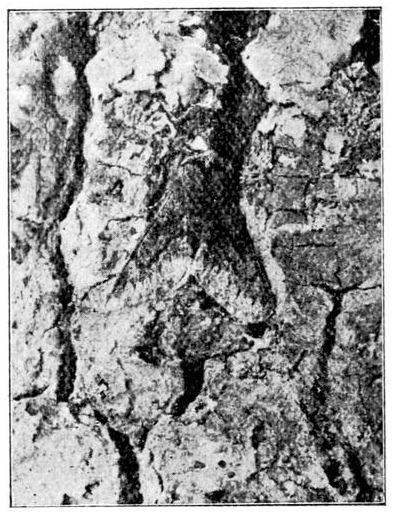